# Witschouderbladroller
De witschouderbladroller (Acleris variegana) is een vlinder uit de familie van de bladrollers (Tortricidae). De spanwijdte van de vlinder bedraagt tussen de 14 en 18 millimeter. De imago heeft een zeer variabel uiterlijk.

## Waardplanten
De witschouderbladroller heeft allerlei bomen en struiken, zoals rozen en appelbomen, als waardplanten.

## Voorkomen in Nederland en België
De witschouderbladroller is in Nederland een algemene en in België een vrij algemene soort, die verspreid over het hele gebied kan worden gezien. De soort vliegt van juni tot november.